# Декстрин
Декстринът е полизахарид, получен при термична обработка на картофено или царевично нишесте. Образува се също така от нишесте под действието на α-амилаза в устната кухина на човека.
Да не се бърка с Декстран – разликата е във вида свързване на молекулите. При декстрина свързването е α-1-4, а при декстрана глюкозата е свързана с α-1-6 връзки.

## Използване
Използва се основно за приготовяне на лепила, а също в хранителната, леката промишленост и леярското производство. Основните промени при изпичането на хляба се състоят в превръщането на неразтворимото нишесте в разтворими и по-лесно усвоявани от организма декстрини.
Регистриран е като хранителна добавка E1400.